# Modjo
Modjo је била француска хаус музичка група коју су чинили продуцент Ромен Траншар и певач Јан Дестањол, најпознатија по хиту Lady (Hear Me Tonight) из 2000. године.

## Дискографија
Албуми
- Modjo (2001)

Синглови
- Lady (Hear Me Tonight) (2000)
- Chillin' (2001)
- What I Mean (2001)
- No More Tears (2002)
- On Fire (2002)